# Wally Gator
Wally Gator är en serie av 60 amerikanska animerade kortfilmer producerade av Hanna-Barbera (1962–1963).
Wally är en krokodil. Han bor i New York på zoo.

## Avsnitt (1962-1963)
1. Droopy Dragon
2. Gator-Napper
3. Swamp Fever
4. White Tie and Frails
5. Escape Artist
6. California or Bust
7. Frame and Fortune
8. Tantalizin' Turnips
9. Over the Fence is Out
10. Bear with Me
11. Outside Looking In
12. Bachelor Buttons
13. Which is Which Witch
14. Pen-Striped Suit
15. Ship Shape Escape
16. Semi Seminole
17. Little Red Riding Gator
18. Ice Cube Boob
19. The Forest's Prime Evil
20. Snooper Snowzer
21. Unconscious Conscience
22. Gator-Baiter
23. False Alarm
24. Phantom Alligator
25. Puddle Hopper
26. Baby Chase
27. Gosh Zilla
28. Camera Shy Guy
29. Rebel Rabble
30. No More Mower
31. Knight Nut
32. Ape Scrape
33. Gator-Imitator
34. Safe at Home
35. Balloon Buffoon
36. Rassle Dazzle
37. Sea Sick Pals
38. Accidentally on Purpose
39. Whistle Stopper
40. Birthday Grievings
41. Medicine Avenue
42. Marshall Wally
43. One Round Trip
44. Gopher Broke
45. Gladiator Gator
46. Bubble Trouble
47. Ice Charades
48. Creature Feature
49. Squatter's Rights
50. The Big Drip
51. Gourmet Gator
52. Carpet Bragger